# 최희암
최희암(崔熙岩, 1955년 12월 24일 ~ )은 대한민국의 농구 선수를 지낸 수필가 겸 기업가이며 前 KBL 한국 프로 농구 인천 전자랜드 엘리펀츠 감독이다.

## 생애
전라북도 무주에서 출생하였으며 지난날 한때 전라북도 전주에서 잠시 유아기를 보낸 적이 있는 그는 훗날 휘문고등학교 졸업을 거쳐 연세대학교에서 학사 학위 취득하였고 실업 팀 현대전자에서 선수로 뛰었다. 그러나 대학 시절에는 동기생인 박수교, 신선우 등에 가려 출장 기회를 많이 잡지 못했고 실업 농구에서도 빛을 보지 못해 선수로는 큰 성공을 거두지 못했다.
이후 현대건설에 취업하여 이라크에서 근무하였고, 귀국 후 현대건설에서 퇴사하여 서울 삼일중학교에서 체육 교사로 임용되었으나 곧 사임하였고 1986년부터 연세대학교 남자 농구단 감독을 맡으며 지도력을 인정받기 시작했다. 그는 선수들의 역할을 철저하게 분업화하고, 외곽슈터 중심의 농구를 통해 연세대학교를 강호로 만들었다. 실업팀과 대학팀을 망라한 농구대잔치에서 세 차례 우승했고, 특히 1993년-1994년 농구 시즌 우승은 대학팀 최초의 농구대잔치 우승 기록으로 남아 있다.
연세대 감독으로서의 성과를 바탕으로 2002년부터 프로 농구 울산 모비스 피버스의 감독을 맡았다가 두 번째 시즌에 성적 부진으로 도중 하차한 뒤, 2005년 동국대학교 농구부 감독을 거쳐 2006년부터 인천 전자랜드 엘리펀츠의 감독으로 프로에 복귀한 후, 2008~2009시즌 팀을 플레이오프에 진출시켰으나, 재계약에 실패하면서 팀을 떠났다.
최근에는 대학 농구 감독과 프로 농구 감독 시절 활약담을 수필집으로 집필하여 발표하였고 기업인으로도 변신하면서 전자랜드의 계열사인 고려용접봉 중국법인 지사장을 역임하였으며 이후 고려용접봉 중국법인 지사 기업을 대한민국 법인 기업으로써 인수하여 2014년 현재 서울 고려용접봉 부회장으로 재직중이다.

## 학력
- 서울미동국민학교 졸업
- 휘문중학교 졸업
- 휘문고등학교 졸업
- 연세대학교 체육교육학과 학사
- 연세대학교 대학원 교육학과 교육학 석사
- 연세대학교 교육대학원 체육교육학과 체육학 석사
- 미국 아메리칸 대학교 연합체육대학원 체육학 박사

## 작품

### 수필
- 《아내 사진을 가지고 다니는 남자》(1997년 1월 20일)

## 지도자 경력
- 연세대학교 농구부 감독
- 2002년 ~ 2003년 울산 모비스 오토몬스 감독
- 2006년 ~ 2009년 인천 전자랜드 블랙슬래머 감독

## 기타 이력
- 1992년 연세대학교 체육교육학과 겸임교수
- 2001년 MBC 문화방송 스포츠 프로 농구 객원해설위원
- 2006년 동국대학교 체육교육학과 겸임교수